# Liste der griechischen Töpfer und Vasenmaler/I

## Namentlich bekannte Künstler
| Name      | Wikidata | Profession             | Herkunft | Stil | Zeit        | Bemerkung | Beispiel |
| --------- | -------- | ---------------------- | -------- | ---- | ----------- | --------- | -------- |
| Ismenos   |          | Vasenmaler             | Attika   | SF   | Ende 6. Jh. |           |          |
| Istrokles |          | Töpfer oder Vasenmaler | Smyrna   | OR   | um 640      |           |          |

## Nicht namentlich bekannte Künstler (Notnamen)
| Name                    | Wikidata | Profession | Herkunft                    | Stil  | Zeit          | Bemerkung                                                                              | Beispiel |
| ----------------------- | -------- | ---------- | --------------------------- | ----- | ------------- | -------------------------------------------------------------------------------------- | -------- |
| Ignot-Maler             |          | Vasenmaler | Korinth                     | SF    |               |                                                                                        |          |
| Ikaros-Maler            |          | Vasenmaler | Attika                      | RF    | Mitte 5. Jh.  | auch Ikarus-Maler                                                                      |          |
| Iliupersis-Maler        |          | Vasenmaler | Apulien                     | RF    | 2/4 4. Jh.    | bedeutender Vasenmaler der mehrere Neuerungen in der apulischen Vasenmalerei einführte |          |
| Inschriften-Maler       |          | Vasenmaler | Attika                      | RF/WG | 2/4 5. Jh.    |                                                                                        |          |
| Inschriften-Maler       |          | Vasenmaler | Chalkidike/Rhegion (?)      | SF    | 570/30        |                                                                                        |          |
| Io-Maler                |          | Vasenmaler | Attika                      | RF    | Mitte 5. Jh.  |                                                                                        |          |
| Iobates-Maler           |          | Vasenmaler |                             |       |               |                                                                                        |          |
| Iphigeneia-Maler        |          | Vasenmaler | Attika                      | RF    |               |                                                                                        |          |
| Iris-Maler              |          | Vasenmaler | Apulien                     | RF    |               |                                                                                        |          |
| Istanbul-Maler          |          | Vasenmaler | Attika und Böotien          | SF    | Anfang 6. Jh. | aus Attika nach Böotien eingewandert                                                   |          |
| Maler von Istanbul 7314 |          | Vasenmaler | Attika, später wohl Böotien | SF    | 1/3 6. Jh.    |                                                                                        |          |
| Ixion-Maler             |          | Vasenmaler | Kampanien                   | RF    | 3/3 4. Jh.    | Hauptvertreter der Ixion-Gruppe                                                        |          |

## Gruppen
| Name                     | Wikidata | Profession | Herkunft  | Stil | Zeit         | Bemerkung | Beispiel |
| ------------------------ | -------- | ---------- | --------- | ---- | ------------ | --- | -------- |
| Gruppe I B               |          | Vasenmaler | Attika    | SF   |              | |          |
| Ikaros-Seireniske-Gruppe |          | Vasenmaler | Attika    | RF   | Mitte 5. Jh. | auch Ikarus-Seireniske-Werkstatt; zur Gruppe gehören der Ikaros-Maler, der Seireniske-Maler und möglicherweise die Gruppe von Karlsruhe 237 |          |
| Intrecciati-Gruppe       |          | Vasenmaler | Etrurien  | EK   | 1/2 6. Jh.   | |          |
| Ixion-Gruppe             |          | Vasenmaler | Kampanien | RF   | 3/3 4. Jh.   | benannt nach dem Ixion-Maler, zudem gehören der Oklasma-Maler, der Maler von Neapel 2178 und die Valencia-Gruppe                            |          |

## Klassen
| Name     | Wikidata | Profession | Herkunft | Stil  | Zeit | Bemerkung | Beispiel |
| -------- | -------- | ---------- | -------- | ----- | ---- | --------- | -------- |
| Klasse I |          | Töpfer     | Attika   | RF/PL |      |           |          |

## Werkstätten
| Name                        | Wikidata                             | Profession                           | Herkunft                             | Stil                                 | Zeit                                 | Bemerkung                            | Beispiel                             |
| --------------------------- | ------------------------------------ | ------------------------------------ | ------------------------------------ | ------------------------------------ | ------------------------------------ | ------------------------------------ | ------------------------------------ |
| Ikarus-Seireniske-Werkstatt | siehe unter Ikaros-Seireniske-Gruppe | siehe unter Ikaros-Seireniske-Gruppe | siehe unter Ikaros-Seireniske-Gruppe | siehe unter Ikaros-Seireniske-Gruppe | siehe unter Ikaros-Seireniske-Gruppe | siehe unter Ikaros-Seireniske-Gruppe | siehe unter Ikaros-Seireniske-Gruppe |